# 彼得·希金斯
彼得·希金斯（英語：Peter Higgins，1928年11月16日—1993年9月8日），英国男子田径运动员，主攻400米短跑。他曾代表英国参加1956年夏季奥林匹克运动会田径比赛，获得男子4×400米接力铜牌。